# Sanctuary Wood Cemetery
Sanctuary Wood Cemetery is een Britse militaire begraafplaats met gesneuvelden uit de Eerste Wereldoorlog, gelegen in het Belgische dorp Zillebeke (Ieper). De begraafplaats ligt anderhalve kilometer ten oosten van het dorpscentrum, op een hellend terrein nabij Hill 62. Ze werd ontworpen door Edwin Lutyens en heeft een grondplan in de vorm van een cirkelsector met een oppervlakte van 6.758 m². De begraafplaats is omgeven door een natuurstenen muur en de toegang bestaat uit een poortgebouw met een loggia. Centraal op het terrein staat de Stone of Remembrance en in de zuidwestelijke hoek het Cross of Sacrifice. De begraafplaats wordt onderhouden door de Commonwealth War Graves Commission.  
Er worden 1.990 doden herdacht, waarvan 1.353 niet meer geïdentificeerd konden worden. 

## Geschiedenis
Ten noordoosten van de begraafplaats ligt een bos, dat door de Britten Sanctuary Wood werd genoemd. Tijdens de Eerste Slag om Ieper, eind 1914, konden de militairen hier immers uitrusten. In de loop van 1915 schoof de frontlijn echter dichter naar het bos toe. De Duitsers bevonden zich ten oosten, de Fransen en Britten ten westen. In de periode mei/augustus ontstonden er drie kleine Britse begraafplaatsen, twee aan de westkant, één aan de oostkant. Begin juni 1916 was het bos het centrum van zware gevechten bij de Slag om Mount Sorrel waar de 1st en de 3rd Canadian Divisions hevig strijd leverden. De drie begraafplaatsen werden vernield, enkel van de tweede restten nog sporen waarvan de graven in perk I de basis vormden voor de huidige begraafplaats. Tegen het eind van de oorlog lagen er 137 mannen, waarvan men er 88 niet meer exact kon lokaliseren. Zij worden met Special Memorials herdacht. De begraafplaats werd in de periode 1927-1932 uitgebreid met graven die vanuit de omgeving rond Ieper werden overgebracht. Er werden voorts graven overgebracht uit Beythem Communal Cemetery in Beitem, Reutel German Cemetery in Beselare, Deerlyck German Cemetery in Deerlijk, Donegal Farm German Cemetery in Dranouter, Eiskellar German Cemetery in Geluveld, Hollebeke Cemetery No. 60 (ook wel Three Houses German Cemetery) en Kasteelhoek German Cemetery (No. 61) in Hollebeke, Ingelmunster German Cemetery in Ingelmunster, Kruiseecke German Cemetery in Komen, Kortekeer German Cemetery No. 12A, Langemarck German Cemetery No. 9 en Langemarck North German Cemetery in Langemark, Menin Communal Cemetery in Menen, Messines German Cemetery No. 2, Messines German Cemetery No. 3 en Rabschloss German Cemetery No. 64 in Mesen, L'Alouette German Cemetery in Nieuwkerke, Motor Car Corner Cemetery German Extension en Petit-Pont German Cemetery in Ploegsteert, Slypskappelle Churchyard in Slypskapelle, Terdeghem Churchyard in Terdegem, Thourout German Cemetery No. 2 in Torhout, Flanders Field American Cemetery in Waregem en Klein-Zillebeke German Cemetery in Zillebeke.
Er liggen nu 1.735 Britten, 145 Canadezen, 88 Australiërs, 18 Nieuw-Zeelanders, 3 Zuid-Afrikanen en 1 Duitser begraven. 
Na de oorlog werd ten noorden van de begraafplaats de Canadalaan of Maple Avenue aangelegd voor een betere bereikbaarheid van deze begraafplaats en het nabijgelegen Canadian Hill 62 (Sanctuary Wood) Memorial.
De begraafplaats is sinds 2009 als monument beschermd.

## Graven
- Gilbert Walter Lyttelton Talbot, luitenant bij het 7th Bn. Rifle Brigade. Het Talbot House in Poperinge werd naar hem genoemd. Zijn broer Neville Talbot, de latere bisschop van Pretoria, stelde de eerste lijst van de graven op.
- Even buiten de begraafplaats aan de linker zijde van de toegang bevindt zich een privaat herinneringskruis voor de onderluitenant Thomas Keith Hedley Rae van het 8th Bn Rifle Brigade. Hij sneuvelde bij een Duitse aanval met vlammenwerpers op 30 juli 1915. Zijn lichaam werd nooit gevonden en zijn naam wordt op de Menenpoort vermeld.

### Onderscheiden militairen
- Cecil Godfrey White, kapitein bij de Royal Air Force en Arthur Clarence Brewster, luitenant bij de Australian Infantry, A.I.F. werden onderscheiden met het Military Cross (MC).
- sergeant-majoor Albert Edward Smith, de korporaals Albert Victor Brown en Herbert Henry Chapman en soldaat Walter Hallam ontvingen de Distinguished Conduct Medal (DCM).
- de korporaals Arthur Edward Blacknell en Michael John Glancy en soldaat Robert Edwards ontvingen de Military Medal (MM).

### Minderjarige militair
- Lewis Albert Lyons, soldaat bij de The Buffs (East Kent Regiment) was 17 jaar toen hij sneuvelde op 19 maart 1916.

### Aliassen
- korporaal Andrew Kennedy diende onder het alias J. Carr bij deRoyal Scots.
- soldaat Arnold Ernest Jones diende onder het alias A.E. St.Leon bij de Australian Infantry, A.I.F..
- soldaat John Mackay diende onder het alias Tom Martin bij het 1st Canadian Mounted Rifles Battalion.
- geleider William Craigie diende onder het alias William Warren bij de Canadian Field Artillery.
- soldaat Gordon Howard Thorpe diende onder het alias W.H. Turner bij de Canadian Infantry.